# John Pizer
John Pizer, a quien la prensa contemporánea bautizó “Mandil de Cuero”, fue un zapatero pobre de origen judío polaco que trabajaba en el distrito de Whitechapel, al este de Londres. El 10 de septiembre de 1888 se lo detuvo y fue llevado a juicio bajo el cargo de ser el asesino de prostitutas que asolaba esa zona. El 14 del mismo mes y año resultó absuelto en la causa instruida, tras acreditar su inocencia mediante pruebas irrefutables. 
Reivindicó su honor, y obtuvo de un periódico inglés una pequeña suma indemnizatoria por haberlo difamado.

## Datos biográficos
Existe escasa información fiable sobre la vida de John Pizer, más allá de que se trataba de un judío pobre residente del distrito de Whitechapel, al este de la capital británica, por la década ochenta del siglo XIX. Cifraba treinta y tres años al tiempo de los crímenes del Destripador, y moraba en el número 22 de la calle Mulberry en compañía de su madrastra de sesenta años y de su hermano Gabriel. Esta persona trabajaba de zapatero portando usualmente un delantal o mandil de cuero cuando practicaba su oficio, y de ahí proviene su apodo “Mandil de Cuero” ("Tablier de cuir" en francés, "Leather Apron" en inglés).
Era soltero y mostraba en su personalidad claros rasgos de misoginia. Pese a ejercer una tarea honesta de manera estable, John Pizer estaba mal visto en el distrito, en tanto había protagonizado varias reyertas con prostitutas locales. Se rumoreó que buscaba amedrentarlas exigiéndole dinero, y en una ocasión cuando menos, le habría espetado a una mujer conocida como “Annie la viuda” que iba a “despedazarla”, al tiempo que blandía un afilado cuchillo para reforzar sus amenazas.

## La leyenda del asesino“Mandil de cuero”
Al iniciarse los crímenes contra meretrices en la zona este de Londres, el ejecutor era nombrado popularmente por el rótulo  “Asesino de Whitechapel”. Imperaba entonces la creencia de que Mary Ann Nichols y Annie Chapman constituían la tercera y la cuarta presa humana, respectivamente, del mismo ultimador. Los periodistas tomaban a Emma Elizabeth Smith (que expiró por la agresión de una pandilla el 4 de abril de 1888) y a Martha Tabram (fenecida tras recibir treinta y nueve puñaladas el 7 de agosto de igual año) a modo de primera y segunda víctima del elenco mortuorio.
Sin embargo, cierta prensa ponderó -atendiendo a motivos sensacionalistas- la conveniencia de que el matador contase con una designación más específica y sugestiva. Por tanto, antes de salir a luz el celebérrimo alias Jack el Destripador, se comenzó a tildar al victimario de esas mujeres mediante el seudónimo “Mandil de Cuero”.
Precisamente, un delantal o mandil de cuero recién lavado -al parecer para quitarle manchas de sangre- que fuera localizado por la policía en el patio de la calle Hanbury, donde ultimaron a Annie Chapman, sirvió para atizar la leyenda del asesino “Mandil de Cuero”. Luego de ese hallazgo únicamente faltaba identificar a un sujeto con mala fama que portara habitualmente un mandil, o al cual apodasen de aquella forma, para presentarlo como un sospechoso viable.
Y aún después de ser exonerado John Pizer, parte del periodismo siguió usando el mote "Mandil de Cuero" para referirse al causante de la secuencia de homicidios. Empero -tal cual destacó el escritor y dramaturgo contemporáneo George  J. Sims-, tras  la liberación de este hombre, ese apodo ya no fue de utilidad para vender periódicos y promocionar la historia de los asesinatos sin resolver, por lo que la mayoría de los periódicos volvió a llamar al criminal desconocido por su primer mote, "Asesino de Whitechapel".
Solo la famosa carta con la firma "Jack el Destripador", dirigida a la Agencia Nacional de Noticias de Londres -y remitida por ésta a Scotland Yard un día antes del doble crimen del 30 de septiembre de 1888- cambiaría radicalmente tal estado de cosas. En dicha misiva, el presunto responsable de los homicidios no solo se adjudicaba su nuevo y definitivo alias criminal, sino que ironizaba: “ese chiste sobre Mandil de Cuero me hizo partir de risa”.

## Acusación, juicio, y exculpación
Luego del atentado mortal sufrido por Annie Chapman el 8 de septiembre de 1888, la policía detuvo en calidad de sospechoso al zapatero John Pizer, al cual el periodismo motejó “Delantal de Cuero” o “Mandil de Cuero” por la prenda que usaba para ejercer su oficio. Algún tiempo más tarde -y una vez que el acusado fuera puesto en libertad debido a insuficiencia de pruebas en su contra- demandó y ganó un juicio por difamación a un periódico local, obteniendo así una indemnización de modesto monto.
Pero previo a lograr tal satisfacción económica y moral, el zapatero se vio obligado a transitar por un auténtico calvario. Aún antes del cruel óbito de esa víctima, se habían intensificado las habladurías de que un individuo con las características del zapatero judío polaco era el culpable, y que en el vecindario planeaban hacerse justicia por mano propia. Enterado de ese peligro, éste se amedrentó y decidió encerrarse, desde el 6 de septiembre, en su habitación durante tiempo indeterminado. Y solo saldría de allí al ser detenido por William Thick, sargento-detective de la Policía Metropolitana, quien al ser atendido por el aterrado Pizer se anunció señalándole: “Eres  precisamente el hombre que buscaba”. En esa intervención policial también actuó el Inspector Cansby.
La aprehensión se verificó el 10 de septiembre, día en que se instruía la encuesta judicial en pos de establecer las causas y los detalles de la muerte de la segunda víctima canónica.
El requerido quedó preso por espacio de cuarenta y ocho horas en la comisaría de la calle Leman, donde fue careado con una testigo de apellido Fidymont, que aseguró no reconocerlo, y con otro testigo llamado Emmanuel Violena, quien sí lo acusó, pero ese testimonio fue desechado por estimárselo poco fiable. Desde el principio el indagado negó con énfasis ser el asesino, aunque reconoció que en el barrio lo motejaban “Delantal de Cuero”.
La justicia británica emplazó al prisionero, y el 12 de septiembre se lo obligó a comparecer en el juicio presidido por el magistrado (“coroner”) Wynne Edwin Baxter. Por entonces ya se había formado un ambiente muy hostil en su contra. Para evitar que fuera agredido, el acusado ingresó con escolta de la policía al edificio donde se celebraba la encuesta judicial. A su alrededor se apiñó un público vociferante que no paraba de insultarlo y de amenazarlo con el linchamiento. Algunos periódicos ya lo daban por seguro culpable. Incluso desde antes de la detención de este sospechoso se publicitaba que la persona oculta bajo el alias “Mandil de Cuero” sin duda era el victimario de las prostitutas, conforme propaló por ejemplo "The Star", en sus ediciones del 5 y el 6 de septiembre de ese año.
Se lo describía como un sujeto de expresión “siniestra”, con ojos “pequeños y brillantes” y con una mueca “repelente”, que se dedicaba a chantajear a las mujeres de la calle a altas horas de la noche. Debía ser judío o de ascendencia judaica, ya que su rostro denotaba marcadas características hebreas.
Finalmente, a despecho de la xenofobia desatada, en el tribunal primaron las evidencias y el acusado fue exonerado de los cargos atribuidos, decretando el juez Baxter su libertad el 14 de septiembre de aquel año. La prueba más contundente a fin de exculparlo consistió en la declaración de un agente policial, quien admitió haber estado hablando con John Pizer –al cual, según aseguró, conocía positivamente- muy lejos del sitio en donde asesinaron a Mary Ann Nichols durante la madrugada del viernes 31 de agosto de 1888. Se acreditó que a la hora del deceso de esa víctima, el sospechoso se encontraba junto a un grupo de curiosos contemplando el gran incendio sobrevenido en Ratcliffe Highway, a varios kilómetros de distancia del escenario donde se cometiera aquel crimen.